# ارغش
ارغش، روستایی در دهستان عشق‌آباد بخش مرکزی شهرستان میان‌جلگه در استان خراسان رضوی ایران است.

## جمعیت
بر پایه سرشماری عمومی نفوس و مسکن در سال ۱۳۹۵، جمعیت این روستا برابر با ۳۲۱ نفر (۹۳ خانوار) بوده است.